# 阿拉-代萨尔迪
阿拉-代萨尔迪（義大利語：Alà dei Sardi），是意大利撒丁大区薩薩里省的一个市镇。总面积188.6平方公里，人口1963人，人口密度10.4人/平方公里（2009年）。ISTAT代码为104003。